# ترسییا د لا اردن

پرچم م

ترسییا د لا اردن (به اسپانیایی: Torrecilla de la Orden) یک شهرستان در اسپانیا است که در استان وایادولید واقع شده‌است.